# Tres Ríos (La Unión)
Tres Ríos es el distrito primero y ciudad cabecera del cantón de La Unión, en la provincia de Cartago, de Costa Rica.

## Toponimia
En relación con el nombre del cantón, existen dos versiones populares sobre su origen.
La primera hace referencia a un grupo de misioneros españoles provenientes de un convento en Guatemala, quienes llegaron acompañados por indígenas de diversas etnias. Estos fundaron un pequeño poblado caracterizado por la convivencia armónica y el espíritu de fraternidad entre sus habitantes, razón por la cual se le denominó “La Unión”.
La segunda versión se vincula a una característica geográfica del sitio donde se originó el asentamiento, en el cual confluyen tres ríos: Tiribí, Chiquito y La Cruz. Esta confluencia dio lugar al nombre “La Unión de Tres Ríos”, que posteriormente identificó al pueblo.

## Historia
En la época precolombina el territorio que actualmente corresponde al cantón de La Unión, estuvo habitado por indígenas del llamado reino Huetar Norte, que fueron dominios del cacique El Guarco. A inicios de la conquista el cacique principal de la región era Correque, hijo de El Guarco.
En el siglo XVIII algunos curas doctrineros procedentes de la ciudad Espíritu Santo de Esparza, que venían acompañados de indígenas de Salamanca, se dirigían a la ciudad de Cartago. En su paso se establecieron en el valle de los Tres Ríos, como se le llamaba en esa época al lugar. Lo hallaron tan de su agrado, que se establecieron allí, dando así origen a una población más estable.
Construyeron una pequeña ermita que se le dedicó a la Virgen del Pilar, cuya imagen había sido regalada por Monseñor Heredia, por lo que al incipiente poblado se le denominó pueblo de Nuestra Señora del Pilar de los Tres Ríos, o simplemente pueblo del Pilar. A los habitantes de Tres Ríos se les conoce como: "Pilaricos".

## Ubicación
Está localizado aproximadamente a 12 km al este de San José y a 11 km al oeste de Cartago.

## Geografía
Tres Ríos cuenta con un área de 2,28 km² y una altitud media de 1345 m s. n. m.

## Demografía
Para el año 2022, Tres Ríos cuenta con una población estimada de 7480 habitantes, y para el último censo efectuado, en 2011, Tres Ríos contaba con una población de 9331 habitantes.
A partir del año 2000, Tres Ríos ha sufrido una seria transformación urbana como extensión del crecimiento de San José como capital del país y su excesiva urbanización de Escazú y Santa Ana al oeste, generando un desequilibrio hacia el este y por lo tanto una gran demanda de servicios para los nuevos proyectos habitacionales de diferentes niveles económicos, así que en los últimos años se ha producido una explosión de obras como centros comerciales, hoteles, oficentros y todo tipo de servicios urbanos.

## Localidades
- Barrios: La Antigua, Villas, La Cruz, La Carpintera.

## Transporte

### Carreteras
Al distrito lo atraviesan las siguientes rutas nacionales de carretera:
- Ruta nacional 2
- Ruta nacional 202
- Ruta nacional 221
- Ruta nacional 251
- Ruta nacional 409

### Ferrocarril
El Tren Interurbano administrado por el Instituto Costarricense de Ferrocarriles, atraviesa este distrito.